# Parafia św. Stanisława w Dobieszewie
Parafia świętego Stanisława w Dobieszewie – parafia rzymskokatolicka, znajdująca się w diecezji pelplińskiej, w dekanacie Łupawa.